# Dipartimento di General Ángel Vicente Peñaloza
General Ángel Vicente Peñaloza è un dipartimento argentino, situato nella parte centrale della provincia di La Rioja, con capoluogo Tama.
Esso confina a nord con il dipartimento di Capital, ad est con quelli di Chamical e General Belgrano; a sud con il dipartimento di General Juan Facundo Quiroga e ad ovest con quello di Independencia.
Secondo il censimento del 2001, su un territorio di 3.106 km², la popolazione ammontava a 3.127 abitanti, con un aumento demografico del 9,80% rispetto al censimento del 1991.
Il dipartimento, come tutti i dipartimenti della provincia, è composto da un unico comune, con sede nella città di Tama, e comprensivo di diversi altri centri urbani (localidades o entitades intermedias vecinales in spagnolo), tra cui:
- Alcázar
- Chila
- Punta de los Llanos
- Sierra de los Quinteros
- Tuizón